# TMEM252
TMEM252 (англ. Transmembrane protein 252) – білок, який кодується однойменним геном, розташованим у людей на 9-й хромосомі. Довжина поліпептидного ланцюга білка становить 170 амінокислот, а молекулярна маса — 18 703.
| 10         |  | 20         |  | 30         |  | 40         |  | 50         |
| ---------- |  | ---------- |  | ---------- |  | ---------- |  | ---------- |
| MQNRTGLILC |  | ALALLMGFLM |  | VCLGAFFISW |  | GSIFDCQGSL |  | IAAYLLLPLG |
| FVILLSGIFW |  | SNYRQVTESK |  | GVLRHMLRQH |  | LAHGALPVAT |  | VDRPDFYPPA |
| YEESLEVEKQ |  | SCPAEREASG |  | IPPPLYTETG |  | LEFQDGNDSH |  | PEAPPSYRES |
| IAGLVVTAIS |  | EDAQRRGQEC |  |            |  |            |  |            |

A: Аланін

C: Цистеїн

D: Аспарагінова кислота

E: Глутамінова кислота

F: Фенілаланін

G: Гліцин

H: Гістидин

I: Ізолейцин

K: Лізин

L: Лейцин

M: Метіонін

N: Аспарагін

P: Пролін

Q: Глутамін

R: Аргінін

S: Серин

T: Треонін

V: Валін

W: Триптофан

Локалізований у мембрані.